# Saltator albicollis
El pepitero antillano o saltator listado (Saltator albicollis) es una especie de ave paseriforme de la familia Thraupidae perteneciente al  numeroso género Saltator, anteriormente colocada en la familia Cardinalidae. Es nativo de las Antillas menores.

## Distribución y hábitat
Su área de distribución se limita a algunas islas del mar Caribe oriental: Guadalupe, Dominica, Martinica y Santa Lucía, siendo vagante en San Cristóbal y Nieves.
Esta especie habita en una amplia variedad de ambientes: manglares, bosques de varios tipos, incluyendo secos, pantanosos y húmedos; es más común en bosques secos y bosquecillos; desde el nivel del mar hasta los 500 m de altitud.

## Comportamiento
Esta especie se alimenta de semillas, frutos, brotes de hojas, y artrópodos. El macho emite un fuerte canto desde lo alto de un árbol. Construye su nido en forma de taza en las ramas de los árboles. Para ello emplea fibras vegetales, tapizando el interior con pelos o plumas.

## Sistemática

### Descripción original
La especie S. albicollis fue descrita por primera vez por el naturalista francés Louis Pierre Vieillot en 1817 bajo el mismo nombre científico; su localidad tipo es: «Cayena (error), enmendado para Martinica».

### Etimología
El nombre genérico masculino «Saltator» proviene del latín «saltator, saltatoris» que significa ‘bailarín’; y el nombre de la especie «albicollis» se compone de las palabras del latín «albus» que significa ‘blanco’, y «collis» que significa ‘de garganta’.

### Taxonomía
El género Saltator era tradicionalmente colocado en la familia Cardinalidae, pero las evidencias genéticas demostraron que pertenece a Thraupidae, de acuerdo con Klicka et al (2007). Estas evidencias también muestran que la presente especie es hermana de Saltator striatipectus, y que el par formado por ambas es próximo de S. coerulescens.

### Subespecies
Según las clasificaciones del Congreso Ornitológico Internacional (IOC) y Clements Checklist/eBird v.2019 se reconocen dos subespecies, con su correspondiente distribución geográfica: 
- Saltator albicollis albicollis Vieillot, 1817 – Martinica y Santa Lucía.
- Saltator albicollis guadelupensis Lafresnaye, 1844 – Guadalupe y Dominica.